# Natascha Lawiszus
Natascha Lawiszus (* November 1989 in Berlin) ist eine deutsche Schauspielerin.

## Leben
Lawiszus wurde im November 1989 in Berlin geboren. Nach ihrer Schulzeit war sie als Trainee der Schauspielerin Kristiane Kupfer am Special Coaching Actors Studio in Berlin tätig. Nach einer Episodenrolle in der Serie R. I. S. – Die Sprache der Toten und einer Rolle in Sven Voxs Kurzfilm Der Streit der Waisenmädchen (2008) spielte sie 2009 in Julie Delpys Historiendrama Die Gräfin. 2010 war sie an der Seite von Gabriela Maria Schmeide in Doris Dörries Die Friseuse zu sehen.

## Filmografie (Auswahl)
- 2009: Die Gräfin
- 2010: Die Friseuse
- 2011: Ameisen gehen andere Wege
- 2015: Eine wie diese
- 2016: A Cure for Wellness